# トット基金
社会福祉法人トット基金は、ろうあ者・身体障害者のための通所支援施設。理事長は黒柳徹子。

## 事業
- 身体障害者通所授産施設トット文化館の設置経営（身体障害者福祉法第31条の施設、社会福祉法第2条の第1種社会福祉事業）
- 身体障害者の更生相談事業（社会福祉法第2条の第2種社会福祉事業）
- ろうあ者劇団活動に関する事業の経営（社会福祉法第26条の公益事業）

## 略歴
- 1981年 - 当時女優の黒柳徹子が、その著書「窓ぎわのトットちゃん」の印税を基にして設立
- 1981年12月28日 - 社会福祉法人設立認可
- 1982年1月11日 - 社会福祉法人設立
- 1982年3月31日 - 身体障害者の更生相談事業開始
- 1985年5月22日 - 東京都品川区西品川二丁目2番16号の現在地を購入
- 1986年9月1日 - 身体障害者通所授産施設トット文化館建設着工
- 1987年3月31日 - トット文化館完工
- 1987年4月10日 - トット文化館開設

## 所在地
- 〒141-0033
- 東京都品川区西品川2丁目2番16号